# Лубоцький Марк Давидович
Лубоцький Марк Давидович (рос. Лубоцкий Марк Давыдович; 18 травня 1931, Ленінград — 13 березня 2021, Гамбург) — російський і німецький скрипаль, письменник та педагог.

## Життєпис
Марк Лубоцький народився у Ленінграді в родині хірурга Давида Наумовича Лубоцького (1899—1967), уродженця містечка Докшиці Борисівського повіту Мінської губернії, доцента кафедри топографічної анатомії Московського медичного інституту імені М. І. Пірогова, автора підручників «Основи топографічної анатомії» (1953) і багаторазово перевиданої «Оперативної хірургії і топографічної анатомії». Племінник начальника кафедри воєнно-хімічної справи Військово-медичної академії імені С. М. Кірова, воєнного лікаря 2-го рангу Марка Наумовича Лубоцького (1901—1937, розстріляний). 1938 року вступив до Центральної музичної школи у Москві, з 1949 року навчався в Московській консерваторії в класі професора Абрама Ямпольського; в аспірантурі навчався в Давида Ойстраха; викладав в інституті ім. Гнесіних. Дружив з Альфредом Шнітке, був першим виконавцем двох його концертів для скрипки і сонат (Шнітке присвятив Лубоцькому концерт і три сонати).
1976 року емігрував з СРСР до Нідерландів, потім переїхав до Німеччини. Викладав в консерваторії ім. Свелінка в Амстердамі, з 1986 року в Гамбурзькій вищій школі музики та театру, в міжнародній академії Шнітке (Гамбург). Серед його учнів Ліза Батіашвілі та Антон Бараховський. Давав майстер-курси в Тохо-університеті Токіо, Оклендському університеті (Нова Зеландія), Гілдголській школі музики та театру у Лондоні, Санкт-Петербурзькій консерваторії, академії Яна Сібеліуса у Гельсінкі, а також у Гетеборзі.
Виступав з концертами у Європі, США, Японії, Австралії та Новій Зеландії. В репертуарі Лубоцького — Бах, Моцарт, Бетховен, Брамс, Ернест Шоссон, Бріттен, Рославець, Прокоф'єв, Шнітке. Виступав спільно з такими музикантами як Кирило Кондрашин, Бенджамін Бріттен, Юджин Орманді, Мстислав Ростропович, Євген Свєтланов, Бернард Гайтінк, Геннадій Рождественський, Курт Зандерлінг, Нееме Ярві та іншими. В числі його постійних партнерів по сцені — Імаї Нобуко, Ольга Лубоцька, Володимир Сканаві, Мірей Глез.
2006 року вийшов його автобіографічний роман «Скрипкіада». 2009 року вийшла його друга книга — повість «Непохитна», сюжет якої засновано на біографії албанської поетеси і композитора Дори Лека.
Син — нідерландський лінгвіст Олександр Маркович Лобоцький (нар. 16 квітня 1956 року у Москві).
М. Д. Лубоцький помер 13 березня 2021 року у Гамбурзі в 89-річному віці.

## Літературні твори
- 2006 — Скрипкіада (рос. Скрипкиада), автобіографічний роман.
- 2009 — Непохитна (рос. Непреклонная), повість.
- 2015 — Безсмертя листка клену (рос. Бессмертие листа клена).